# Phoebe faberi
Phoebe faberi là loài thực vật có hoa trong họ Nguyệt quế. Loài này được (Hemsl.) Chun miêu tả khoa học đầu tiên năm 1925.